# 平重義
平 重義（たいら の しげよし）は、平安時代中期の貴族。桓武平氏高棟流、参議・平親信の長男。官位は従四位下・安芸守。

## 経歴
主に摂関家の許で活動し、東三条院判代官、上野介、安芸守を歴任する。長和4年（1015年）春宮・敦成親王（のち後一条天皇）が上東門院から枇杷第に還御した際に、他の家司らとともに昇叙されて重義は従四位下に叙せられている。
万寿2年（1026年）頃までの活動が見られるが、没年は不明。

## 官歴
- 長徳4年（998年） 7月2日：見東三条院判代官[2]
- 長保3年（1001年） 2月26日：見上野介[2]
- 長和4年（1015年） 9月20日：従四位下（枇杷第還御日賞）[3]
- 時期不詳：安芸守[4]

## 系譜
- 父：平親信
- 母：不詳
- 妻：藤原道隆娘
  - 男子：平棟仲
- 生母不明の子女
  - 男子：平教成